# 192-й отдельный лыжный батальон
192-й отдельный лыжный батальон (192олб) — формирование, воинская часть (отдельный лыжный батальон) пехоты РККА вооружённых сил СССР в Великой Отечественной войне.

## История
Батальон сформирован в составе 7-й отдельной армии в начале 1942 года.
В действующей армии с 13.02.1942 по 05.06.1942.
До июня 1942 года держал оборону на реке Свирь.
Расформирован 05.06.1942 года.

## В составе
| Дата            | Фронт (округ) | Армия               | Корпус | Примечания |
| --------------- | ------------- | ------------------- | ------ | ---------- |
| 01.03.1942 года | -             | 7-я отдельная армия | -      | -          |
| 01.04.1942 года | -             | 7-я отдельная армия | -      | -          |
| 01.05.1942 года | -             | 7-я отдельная армия | -      | -          |